# Collins Chabane
Ohm Collins Chabane (* 15. April 1960 in Xikundu, Transvaal; † 15. März 2015 bei Polokwane) war ein südafrikanischer Politiker des African National Congress (ANC). Von Mai 2009 bis Mai 2014 war er Minister beim Präsidenten für Leistungsüberwachung, Evaluation und Verwaltung des Präsidialamtes. 2014 wurde er zum Minister für den Öffentlichen Dienst und Verwaltung ernannt.

## Leben
Chabane wurde mit 17 Jahren Mitglied des ANC und schrieb sich 1979 am Turfloop-Campus der University of the North für einen Bachelor of Science ein. Im selben Jahr gehörte er zu den Gründungsmitgliedern der Azanian Students Organisation (AZASO), der Vorläuferin des heutigen Studentenverbandes South African Students Congress (SASCO). 
1980 schloss er sich der Untergrundorganisation Umkhonto we Sizwe an und ging ins Exil, wo er ein militärisches Training absolvierte. Im tansanischen Arusha studierte er Management und erhielt ein Diplom. 1984 wurde er in Südafrika verhaftet und wegen Terrorismus zu sechs Jahren Haft verurteilt. Einen Teil der Haftzeit verbrachte er auf Robben Island. Im Gefängnis absolvierte er ein Studium im Fach Elektroingenieurwesen mit dem Schwerpunkt elektrische Energietechnik an der Universität von Südafrika in Pretoria, das er mit einem Hochschuldiplom beendete. Außerdem studierte er Luftfahrttechnik. 1990 wurde Chabane, der bereits seit 1980 Mitglied des ANC ist, zunächst Administrator des ANC in der Region Northern Transvaal der damaligen Provinz Transvaal. Unmittelbar darauf wurde er im selben Jahr Provinzsekretär des ANC in der Nordprovinz und bekleidete diese Funktion bis 1998.
1994 wurde er als Kandidat des ANC erstmals zum Mitglied der Nationalversammlung gewählt und gehörte dieser bis 1997 an. Während dieser Zeit war er Mitglied des Gemeinsamen Ausschusses für Verteidigung und Nachrichtendienste sowie des Ständigen Ausschusses für Finanzen, Mineralien und Energieangelegenheiten. Zugleich gehörte er den Ausschüssen für Verfassung und Management der Verfassungsversammlung an. Chabane war 1997 kurzzeitig Mitglied des damaligen Senats, der im Anschluss aufgelöst und als Provinzrat neu organisiert wurde.
1997 wurde er zum Mitglied der Legislativversammlung der Nordprovinz, die 2002 in Limpopo umbenannt wurde, gewählt und gehört dieser seither an. Zunächst war er bis 1998 Mitglied des Exekutivrates (Provinzminister) im Amt von Premierminister Ngoako Ramatlhodi und war fortan Mitglied des Exekutivrates für öffentliche Arbeiten sowie für wirtschaftliche Entwicklung, Umwelt und Tourismus der Provinz Limpopo. Zugleich war er Vorsitzender des Disziplinarkomitees der Provinz.
Chabane, der ab 2007 Mitglied des Nationalen Exekutivkomitees des ANC war, wurde 2009 wieder zum Mitglied der Nationalversammlung gewählt und gehörte dieser bis zu seinem Tod ebenfalls an.
Nach der Wahl von Jacob Zuma zum neuen Staatspräsidenten Südafrikas wurde Chabane von diesem am 10. Mai 2009 zum Minister beim Präsidenten für Leistungsüberwachung, Evaluation und Verwaltung des Präsidialamtes im Kabinett Zuma I ernannt. 2014 erhielt er im Kabinett Zuma II das Ressort Public Service and Administration (Öffentlicher Dienst und Verwaltung). 
Chabane leitete die Marimba-Band Movement, mit der er zwei Alben aufnahm.
2015 starb er zusammen mit seinem Chauffeur und einem Leibwächter bei einem Verkehrsunfall auf der National Route 1 bei Polokwane.

## Ehrungen
- 2016 wurde die neugebildete Gemeinde Collins Chabane in seiner Heimatprovinz nach ihm benannt.